# Denticynorta dentica
Denticynorta dentica is een hooiwagen uit de familie Cosmetidae.